# Cleantioides verecundus
Cleantioides verecundus is een pissebed uit de familie Holognathidae. De wetenschappelijke naam van de soort is voor het eerst geldig gepubliceerd in 1998 door Kensley & Clark.